# Lijst van ministers-presidenten van Brandenburg

Wapen van Brandenburg

Dit is een lijst van ministers-presidenten van de Duitse deelstaat Brandenburg.
| Nr. | Minister-president van Brandenburg | Minister-president van Brandenburg | Minister-president van Brandenburg | Ambtstermijn     | Ambtstermijn     | Partij |
| --- | ---------------------------------- | ---------------------------------- | ---------------------------------- | ---------------- | ---------------- | ------ |
| 1 |                                    | Karl Steinhoff                     | Karl Steinhoff (1892–1981)         | 20 december 1946 | 5 december 1949  | SPD    |
| 2 |                                    | Rudolf Jahn                        | Rudolf Jahn (1906–1990)            | 5 december 1949  | 23 juli 1952     | SPD    |
| Vacant de deelstaat Brandenburg was van 1952 tot 1990 afgeschaft na de Duitse hereniging in 1990 weer hersteld |                                    |                                    |                                    |                  |                  |        |
| 3 |                                    | Manfred Stolpe                     | Manfred Stolpe (1936–2019)         | 1 november 1990  | 26 juni 2002     | SPD    |
| 4 |                                    | Matthias Platzeck                  | Matthias Platzeck (1953)           | 26 juni 2002     | 28 augustus 2013 | SPD    |
| 5 |                                    | Dietmar Woidke                     | Dietmar Woidke (1961)              | 28 augustus 2013 | heden            | SPD    |